# Korkmännchen

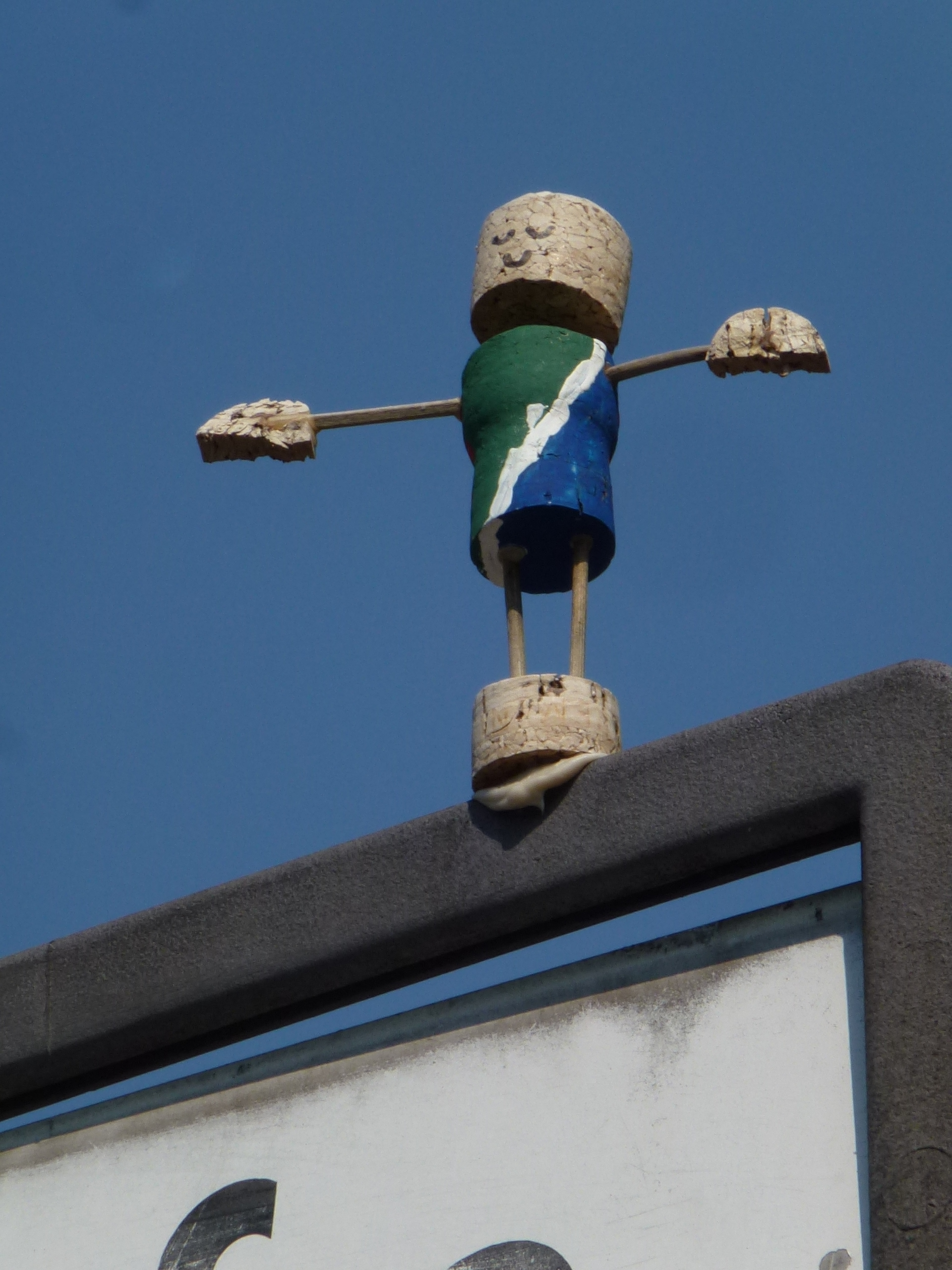
Street-Yoga in Berlin-Steglitz

Korkmännchen oder Street Yogi heißen kleine, kaum handgroße Figuren, die auf Straßenschildern in Berlin seit 2009 zu beobachten sind. Die aus zwei Flaschenkorken und einem Schaschlik-Spieß bestehenden Figuren sind Werke des Berliner Yoga-Trainers Josef Foos (* 1956). Sie gehen zurück auf das Projekt Little People des britischen Streetart-Künstlers Slinkachu. Als Kunst im öffentlichen Raum stießen die rund 1000 Figuren (Stand: 2014) ab 2011 für einige Zeit auf eine größere Medienresonanz.

## Entstehen und Vergehen

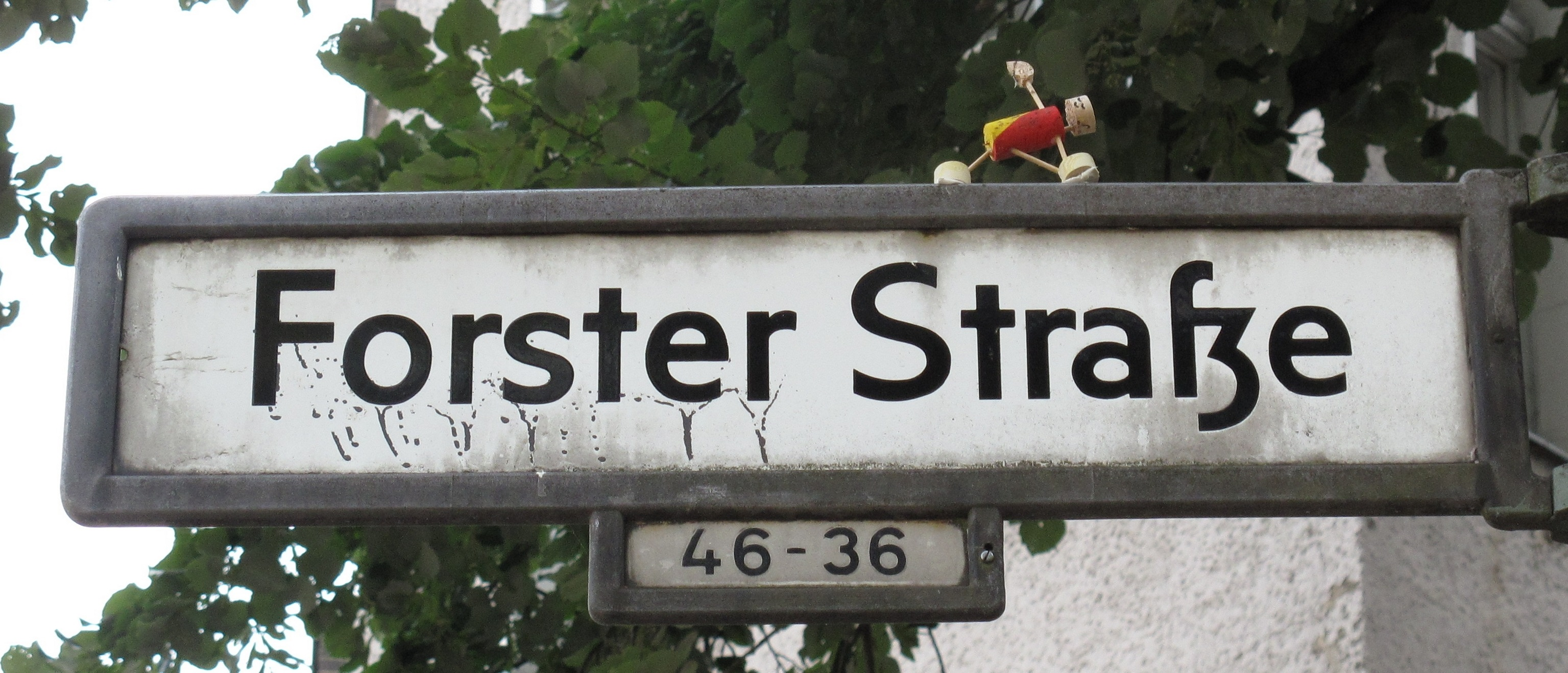
Street-Yoga in der Forster Straße Ecke Reichenberger Straße

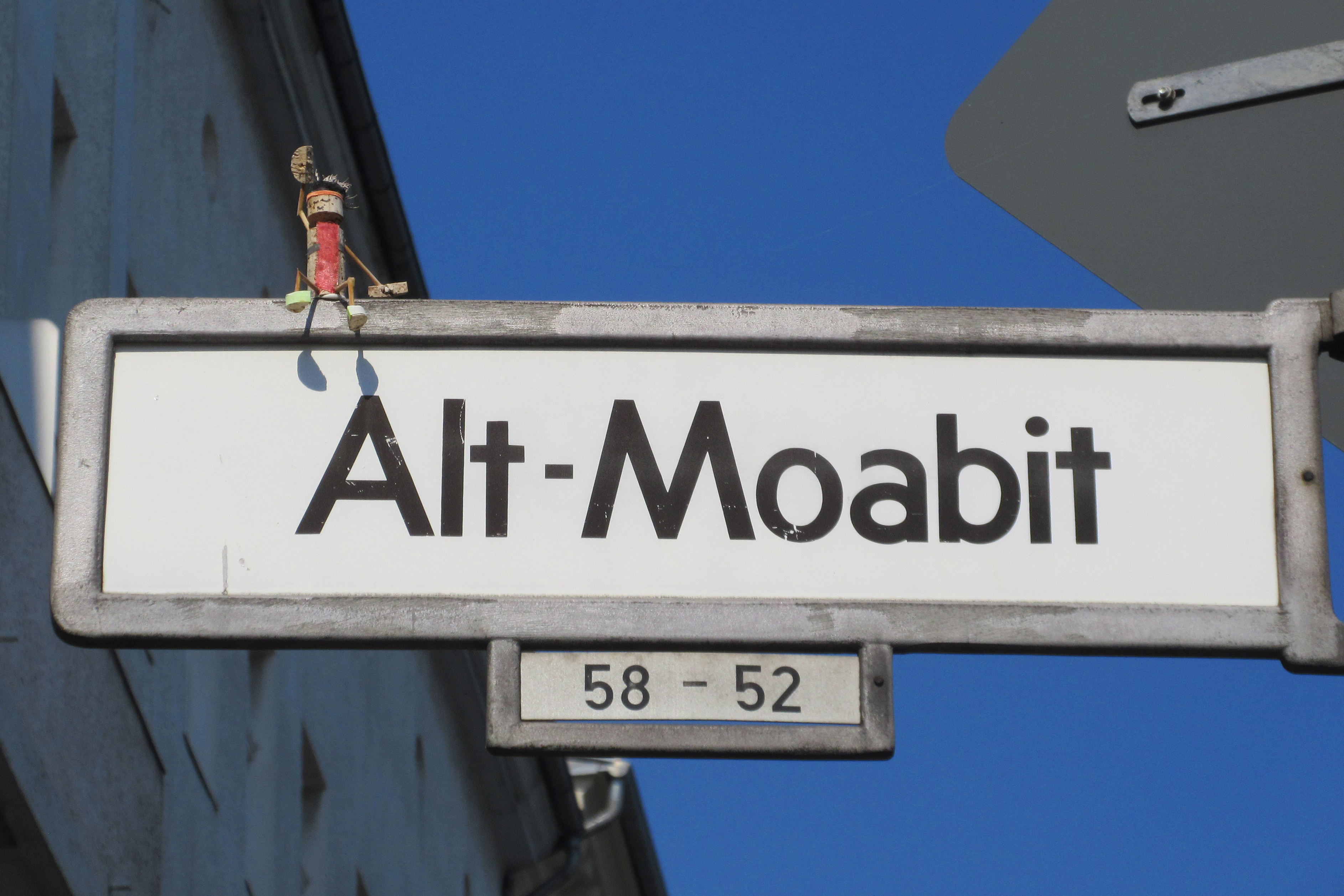
Wilde alte Korkmännchen in Alt-Moabit

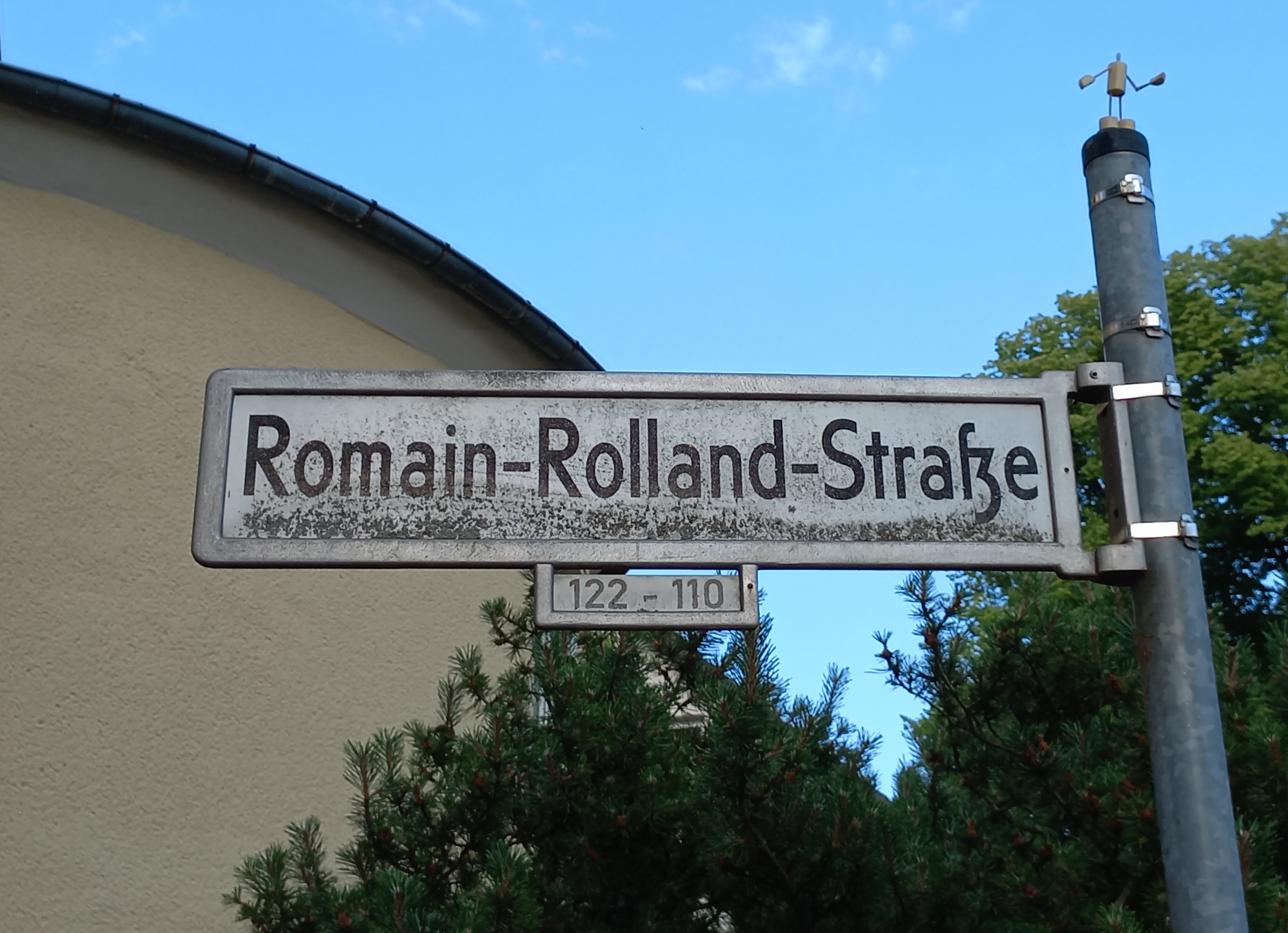
Korkmännchen auf der Spitze des Pfahls in Berlin-Heinersdorf, 2021

Korkmännchen im brandenburgischen Borkwalde

Der Sportlehrer Josef Foos hat sich als Werbegag kleine einfach herzustellende Figürchen nach dem Vorbild des Little People-Projekts des Londoner Streetart-Künstlers Slinkachu ausgedacht. Die wie Strichmännchen gehaltenen Mini-Skulpturen haben einen Korken als Körper, der zweite Korken wurde in fünf Teile geteilt und dient als Kopf, Arme und Beine. Die ersten Püppchen nannte er Street Yogi, weil sie in Yoga-Positionen gestaltet waren. Inzwischen sind weitere Bewegungsarten wie Walking, Klettern oder Tanz dargestellt. Die Variantenvielfalt der Figuren von Josef Foos kommt vor allem in seiner Reihe Street-Artists in Action zum Ausdruck, mit der er vielen mehr oder weniger bekannten Berliner Streetartisten Minidenkmale setzt. Foos bastelt die Figürchen meist (noch) selbst und setzt sie ohne Hilfsmittel auf Straßenschilder. Sie kommen inzwischen in größerer Zahl in allen Berliner Bezirken vor.
Schon materialbedingt sind Korkmännchen als Streetart vergänglich. Wie andere Performer im öffentlichen Raum nutzt Josef Foos das Internet mit einer eigenen Homepage sowie Flickr und Facebook unter dem Namen Joy Fox. Auf diesen Plattformen finden sich umfangreiche aber jeweils unvollständige Dokumentationen der Street-Yogis.
Nach Foos’ eigener Aussage kennt er in Berlin lediglich einen anderen Streetartisten, der regelmäßig und dauerhaft auch Korkmännchen aufstellt. Er ist unter dem Namen Alte Wilde Korkmännchen oder auch Friedenauer Korkmännchen unterwegs und ebenso in Internetplattformen vertreten. Über Berlin hinaus sind auch in Halle (Saale) Kork Invaders aktiv. Seit November 2017 tauchen auch in Münster und seit August 2019 in Dresden immer mehr Korkmännchen auf. Darüber hinaus sind zumindest in Berlin eine Reihe sporadischer Versuche anderer Personen bekannt. Die Korkfiguren lassen sich bei genauer Betrachtung durch charakteristische Merkmale meist individuell zuordnen.